# Batardeau

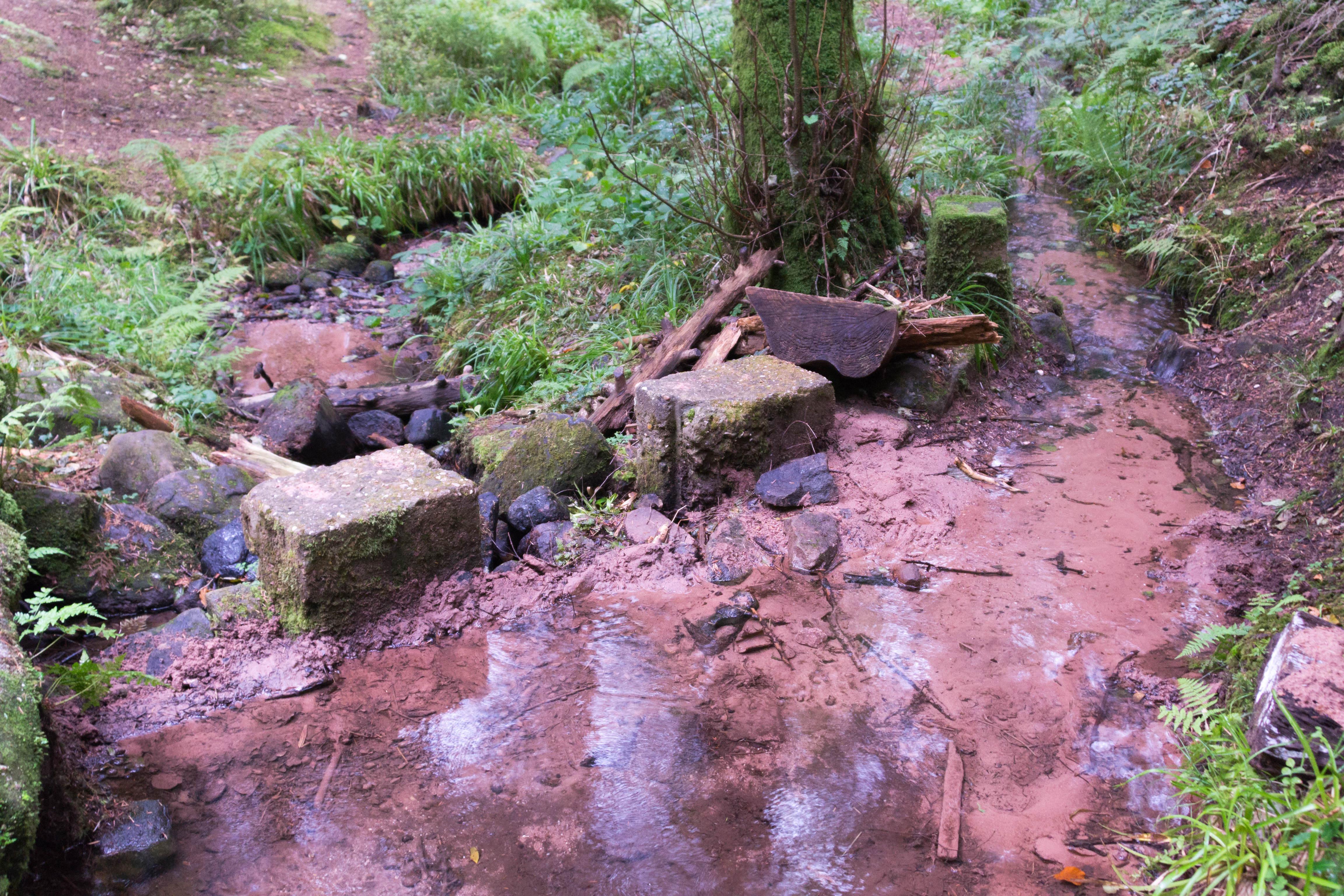
Batardeau rustique, déviant un ruisseau dans un ancien canal de dérivation.

Un batardeau est un barrage destiné à la retenue d'eau provisoire en un lieu donné sur une surface donnée. En général, le batardeau est utilisé en vue d'exercer une activité en aval de celui-ci. Il est souvent réalisé avec des gabions et des palplanches.
Le batardeau est également un dispositif amovible de protection individuelle contre les inondations qui obstrue les entrées d'eaux d'un bâtiment. Il se positionne en partie basse des ouvertures (principalement devant les portes et les fenêtres, mais parfois aussi les bouches d'aération, les bouches d’égouts ou les soupiraux). 

## Applications
Le batardeau peut s'installer :
- sur une digue ;
- au bord d'un cours d'eau pour assécher une surface en aval, cette surface étant destinée à être fouillée ou à accueillir des travaux ;
- sur une partie d'un bateau afin de le mettre à sec et le réparer ;
- sur un système de fortification (à l'époque de Vauban) pour permettre la régulation du niveau de l'eau d'un fossé.

Dans les travaux d'étanchéité rattachés à la couverture, un batardeau est réalisé soit en plâtre soit en ciment naturel prompt. Toutes les évacuations sont provisoirement occultées, on remplit ensuite les parties formant bac avec de l'eau colorée. Des temps d'observations sont relevés selon un planning convenu et arrêté. À heure fixe, on contrôle la hauteur d'eau restant dans les bacs en regard de l'évaporation et des fuites éventuelles. Si des fuites sont constatées, on prend les dispositions nécessaires pour les juguler.

## Types
Dans les batardeaux destinés à isoler les pertuis en vue de leur assèchement partiel ou total, on distingue trois types :
- les batardeaux destinés à être manœuvrés sous charge nulle par chaîne ou par poutre de levage ;
- les batardeaux actionnés sous très faible charge (coupure du courant d'eau sans variation entre le niveau amont et aval) : ces batardeaux sont généralement manœuvrés par des crics à poste fixe manuels, électromécaniques ou hydrauliques ;
- les batardeaux destinés à être relevés sous forte charge : ils sont généralement munis de galets de roulement (vanne wagon) et sont manœuvrés par crics électriques ou hydrauliques.

## Galerie

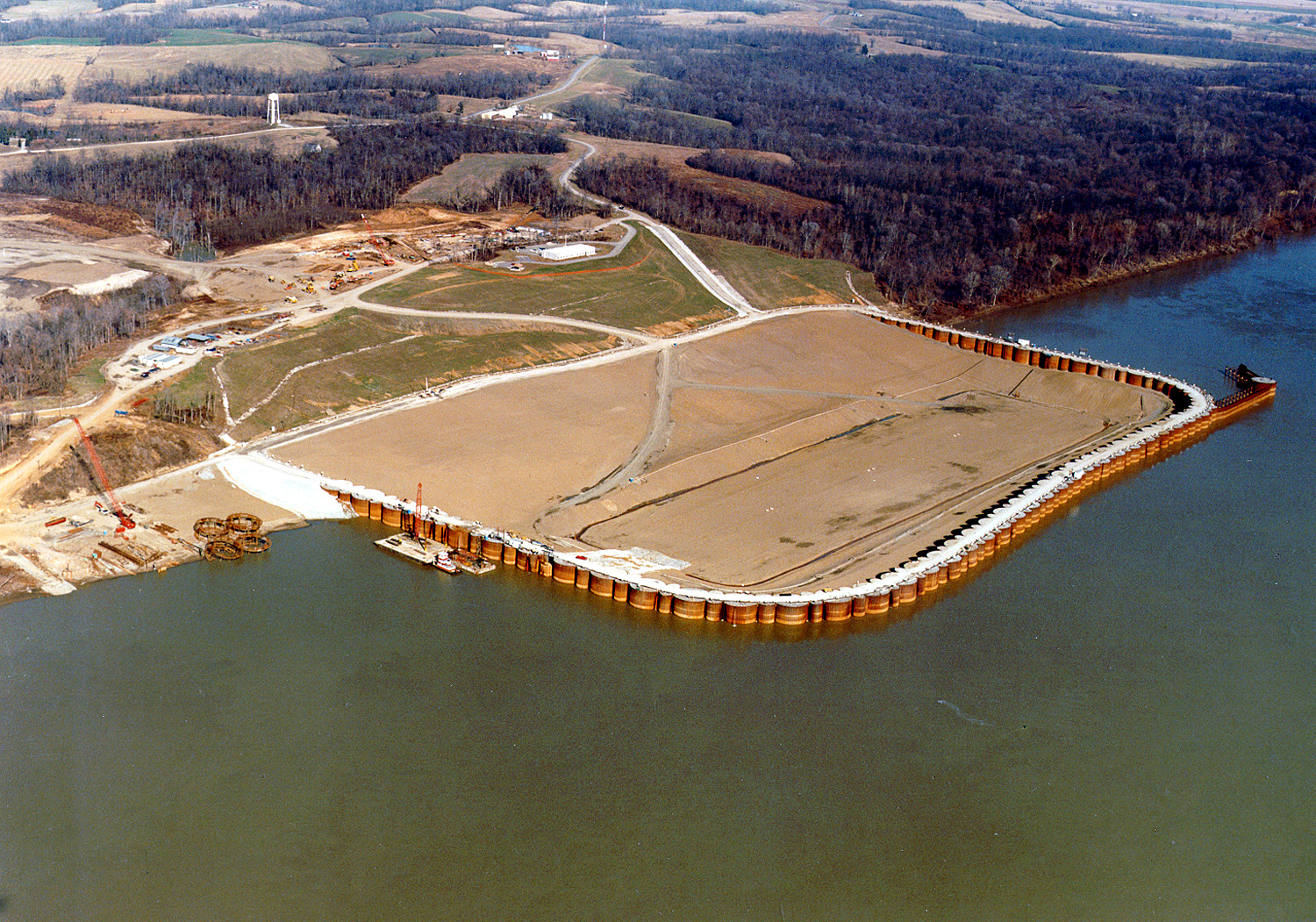
Batardeau installé sur l'Ohio près d'Olmsted dans l'Illinois, pour la construction du barrage et des écluses d'Olmsted (en).
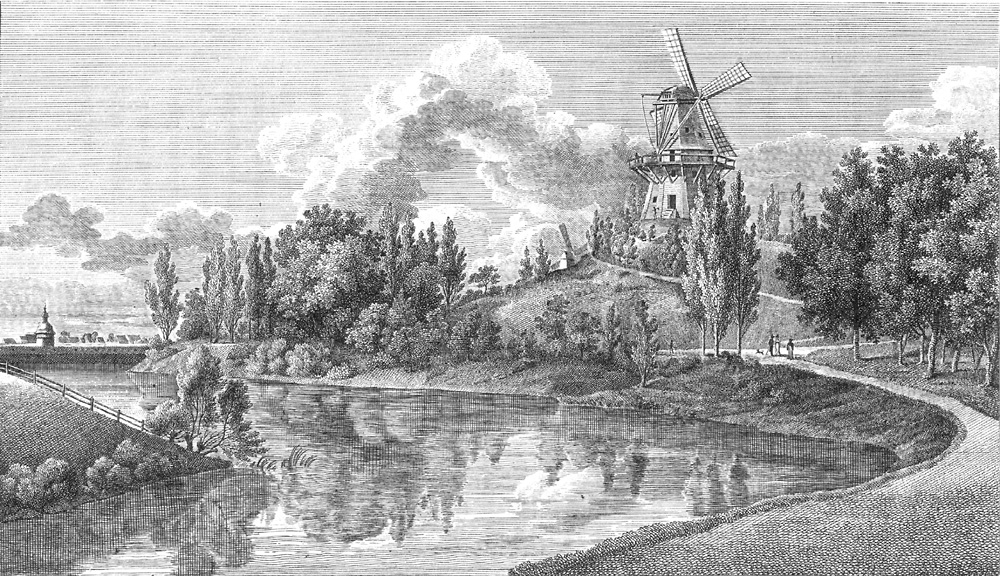
Sur la gauche, le batardeau équipé d'écluses pour maîtriser l'eau du Weser dans les douves de la ville[Note 2].
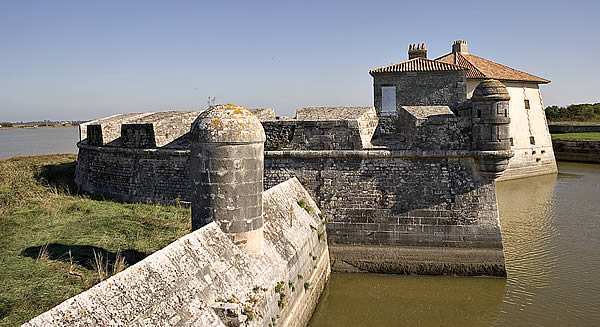
Le batardeau du Fort Lupin surmonté d'une dame.
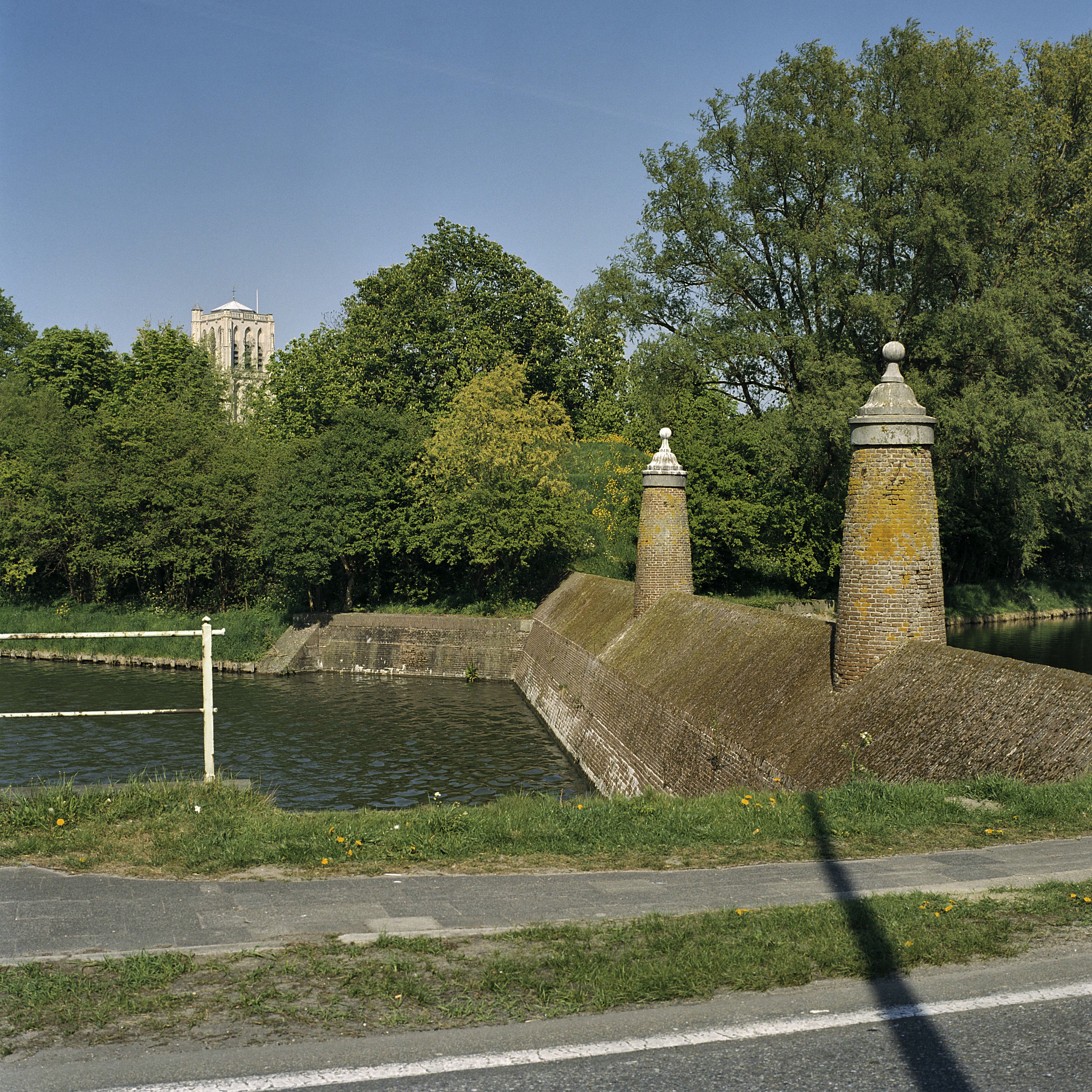
Deux dames sur un batardeau constituant l'ancien système de fortification de la ville de Brielle.